# Oro del Rhin Café

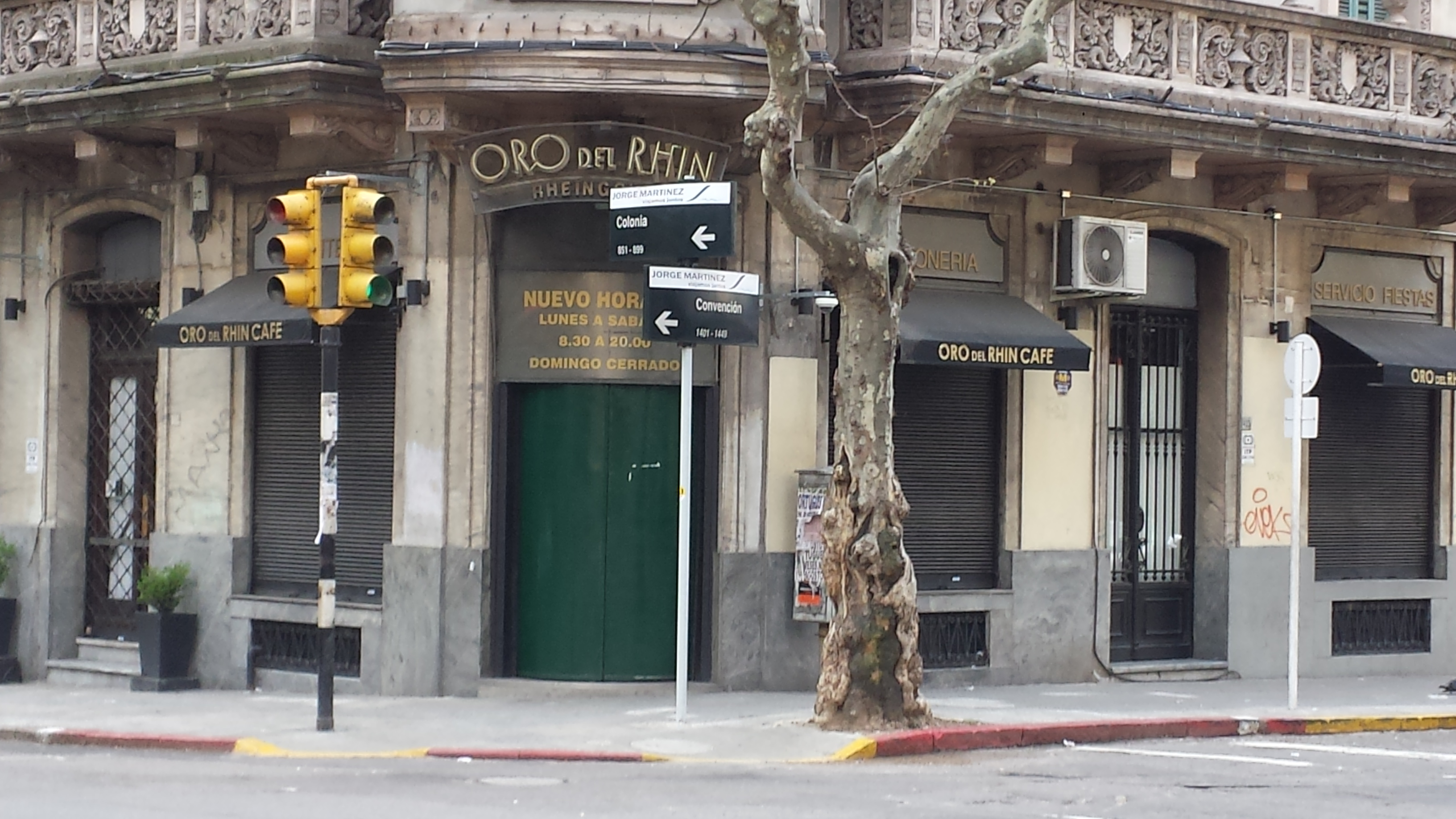
Esquina de El Oro del Rhin en 2014

Oro del Rhin Café es una confitería uruguaya en Montevideo, especializada en repostería alemana. Fundada por el alemán Hermann Stahl en 1927, es una de las cafeterías más antiguas de la ciudad. Además de la sede original, ubicada en el Centro, cuenta con una sucursal  en Punta Carretas.

## Historia
En 1923, Hermann Stahl, oriundo de la ciudad alemana de Heilbronn, decidió emigrar a Brasil a causa de la hiperinflación en su país. Tras residir un tiempo en Santa Catarina, se trasladó a Uruguay, donde se instaló definitivamente. Había estudiado repostería en Stuttgart, por lo que se empleó en algunas confiterías de Montevideo, como "Moulin d'Or" y "El Telégrafo". En 1927, se mudó a la calle Américo Vespucio, donde comenzó a cocinar pan y masas alemanas que salía a vender por las casas del barrio de Pocitos. Se trasladó después a la esquina de Sarandí y Pérez Castellanos.

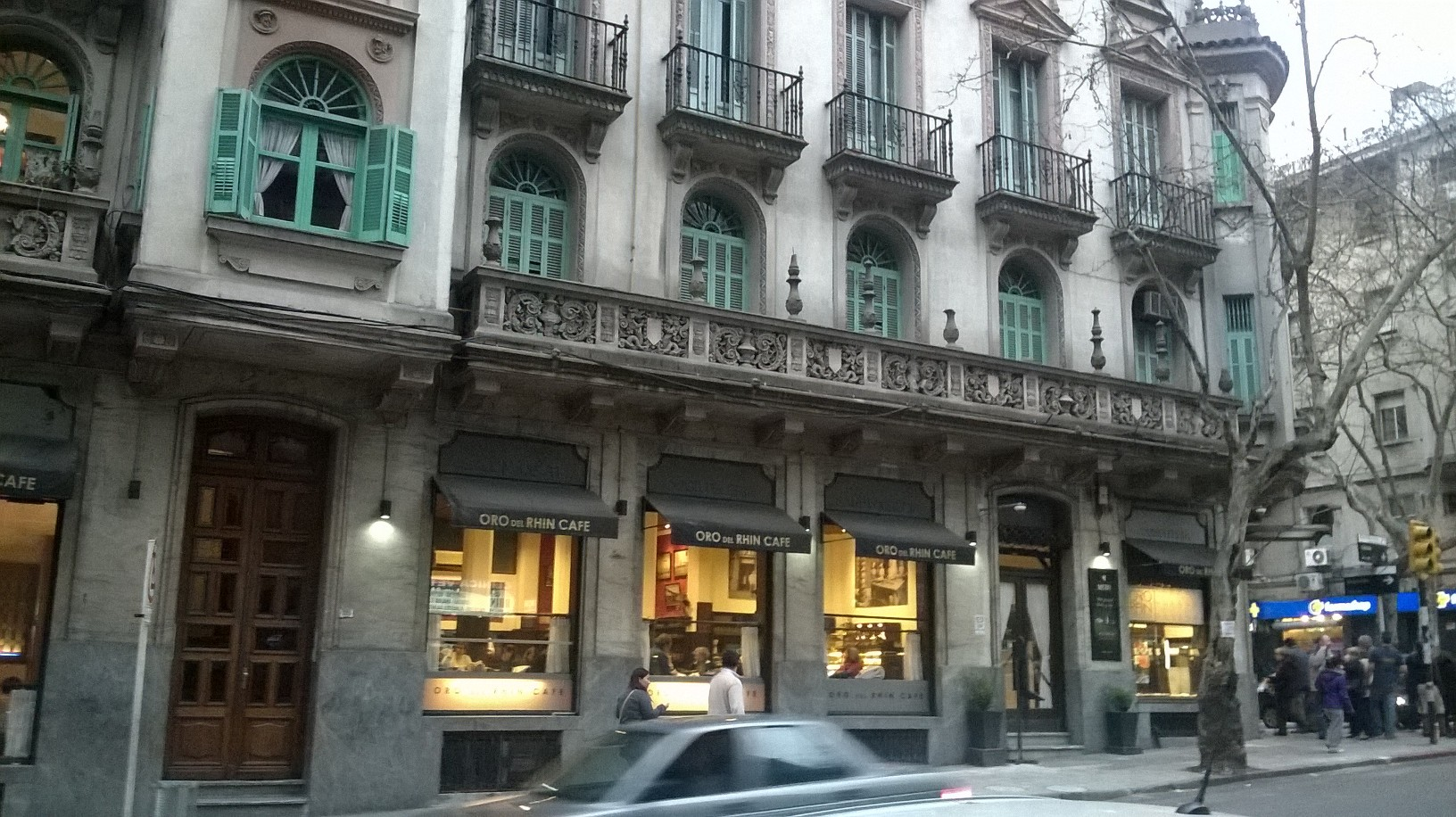
Vista desde la calle Colonia

Al año siguiente, Stahl se casó con Catalina Weige, una compatriota que trabajaba como institutriz y pasó a desempeñarse como camarera. En 1933, alquilaron un local en un edificio construido por la empresa Siemens en Colonia y Convención, en el Centro. La confitería fue llamada "Oro del Rhin" en homenaje a la ópera homónima de Richard Wagner, aunque en la entrada principal también figuraba el nombre en alemán, Konditorei Rheingold. La planta de elaboración funcionaba en el subsuelo, donde también vivía la familia. En 1937, gracias a las buenas ventas, Stahl compró el local, donde empleaba a treinta y cinco personas, y comenzó a vender también huevos de Pascua. Dos años después, anexó otros dos locales sobre la calle Colonia.
Al igual que otras empresas alemanas instaladas en Uruguay, pasó a ser vigilada de manera continua por ser considerada como posible "sede de reuniones subversivas". Fue también atacada con bombas de alquitrán varias veces, hasta que Stahl puso un cartel que indicaba que el edificio estaba asegurado por el estado uruguayo.

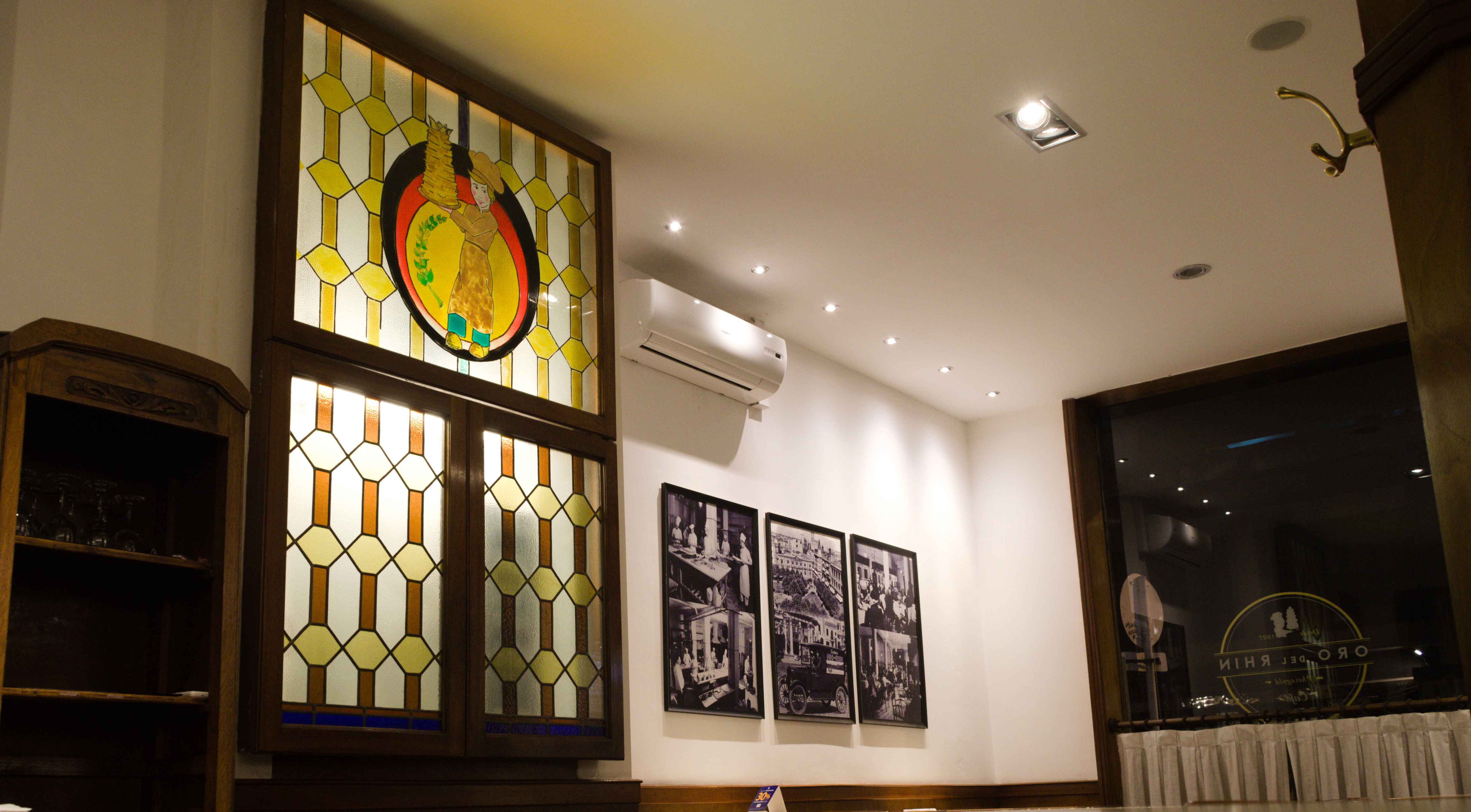
Interior de la sucursal en el Centro

En 1956, se remodelaron el local, las vidrieras, las mesas y la planta de elaboración y se agregaron dos salones de té. Uno de los hijos del matrimonio, Siegfried, se hizo cargo del café en 1962, junto con su mujer, Elfriede Bauer. El Oro del Rhin llegó a tener más de cien empleados en la década de 1970. Los cuatro hijos de Siegfried Stahl también trabajaron en la confitería y uno de sus nietos pasó a ser el responsable de la empresa en 2013.
En 2002 abrieron una sucursal en el Punta Carretas Shopping y, en 2009, otra en Bulevar España esquina Rambla República del Perú en Pocitos, 11 años después en el 2020 se trasladó a la esquina de 21 de Setiembre y Berro.
Entre los productos de la casa se encuentran trenzas, pañuelitos de ricota, hojaldre, stollen, apfelstrudel y la torta árbol, que figura en el logo.